# Соколовський Анатолій Олександрович
Анатолій Олександрович Соколовський (2 січня 1946, Одеса, Українська РСР — 10 лютого 2022, Київ, Україна) — український кіноактор.

## Біографія
Народився 2 січня 1946 року у Одесі в родині військовослужбовця. Закінчив Київський державний інститут театрального мистецтва ім. І. К. Карпенка-Карого (1969). З 1969 року — актор Київської кіностудії ім. О. П. Довженка.
Знявся у стрічках: «Важкий колос» (1969, Олекса), «Ніна» (1971, Павло Тараскін), «Бути братом» (1976, робітник), «Ти тільки не плач» (1979, капітан далекого плавання), «Чекаю і сподіваюсь» (1980, Федір), «На вагу золота» (1983, ад'ютант Фрунзе), «Петля» (1983, криміналіст), «Крижані квіти» (1986, капітан суховантажу), «Виконати будь-яку правду» (1987, Охочий), в епізодах фільмів: «За покликом серця» (1985), «Земляки» (1988), «Зона» (1988) та інш.
Був членом Національної спілки кінематографістів України.
Помер 10 лютого 2022 року у Києві.